# Oreophrynella cryptica
Oreophrynella cryptica és una espècie d'amfibi que viu a Veneçuela.